# 窦参
竇參（?—?），字時中，扶风郡平陵县（今陕西省咸阳市秦都区）人，祖籍河南郡洛阳县（今河南省洛阳市东），唐朝宰相。
工部尚書竇誕之玄孫。父竇審言，聞喜尉，以參貴贈吏部尚書。以門蔭累官御史中丞。參習法令，通政術，“為人矜嚴悻直，果於斷”。唐德宗時以為宰相，“陰狡而愎，恃權而貪”，因故貶至柳州（今廣西柳州市），宣武節度使劉士寧送給竇參絹五十匹，湖南觀察使李巽上疏檢舉他“交通藩鎮”。德宗怒欲殺之。陸贄替竇參說情，才未被殺，貶作郴州（湖南省郴州市）別駕，隔年，再貶驩州（现越南榮市）司馬。不久賜死。全部家產、奴僕送至長安，連頭上戴的髮簪也充公。
子窦景伯，兼監察御史。